# Nyctemera aequimargo
Nyctemera aequimargo är en fjärilsart som beskrevs av W.Rothschild 1920. Nyctemera aequimargo ingår i släktet Nyctemera och familjen björnspinnare. Inga underarter finns listade i Catalogue of Life.